# Manual de San Remo
Manual de San Remo é um documento de Direito Internacional preparado pela Cruz Vermelha, que trata dos Conflitos Armados no Mar.